# Synagoge (Bad Neustadt an der Saale)

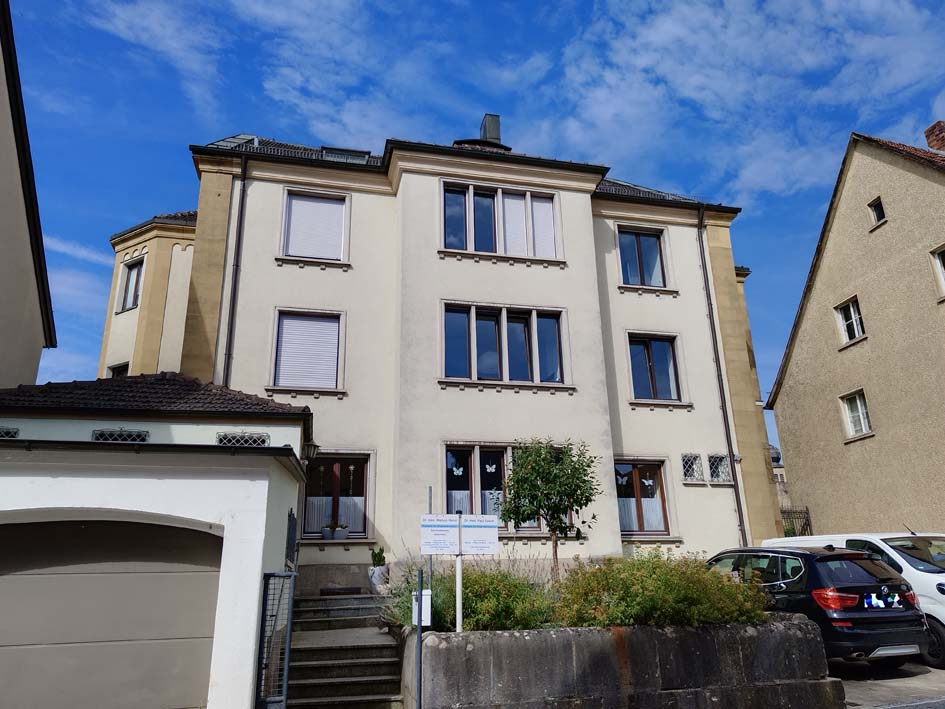
Die Straßenseite (Osten) des Synagogengebäudes

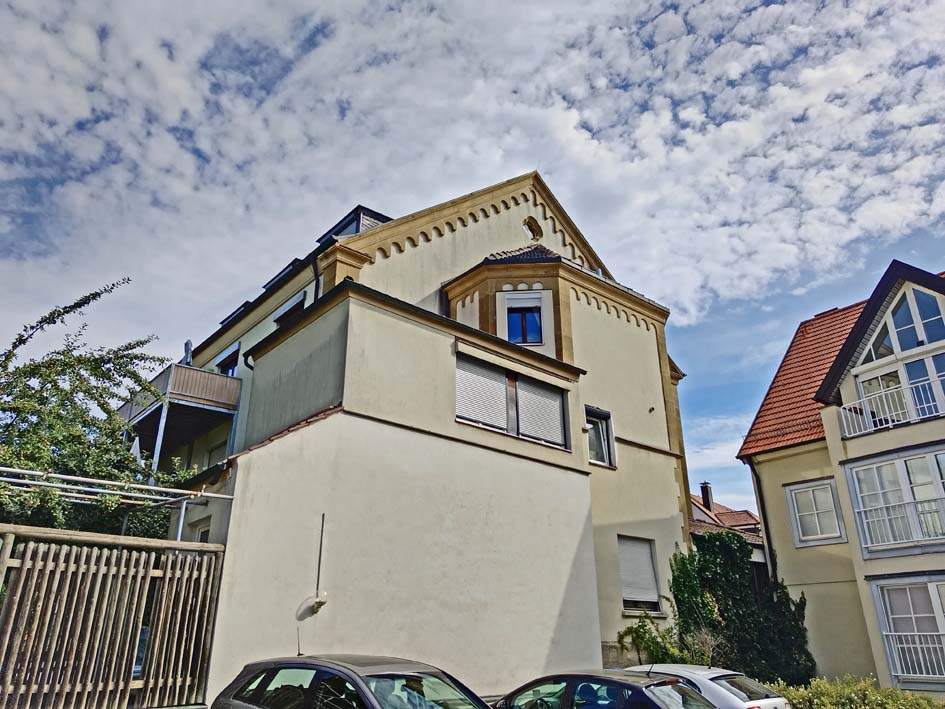
Die Südseite des Synagogengebäudes

Die Synagoge in Bad Neustadt an der Saale, einer Stadt im unterfränkischen Landkreis Rhön-Grabfeld in Bayern, wurde 1892 errichtet. Die profanierte Synagoge ist heute ein Privatgebäude.

## Vorgeschichte
Ein früher Beleg für jüdisches Gemeindeleben findet sich auf der Burg Salzburg:
"Eine hebräische Inschrift auf der Salzburg.
Zu den Seltenheiten der Salzburg gehört auch diese interessante Inschrift, Aus dem Hebräischen übersetzt lautet sie:
„Gesegnet sei dein Kommen und gesegnet sei dein Gehen“, Im Jahre der Erschaffung der Welt 5483. Der Betsaal der Juden war an dieser Stelle und die Inschrift wurde über der Eingangspforte errichtet."
Weiterhin wird ein jüdischer Betsaal in der ehemaligen jüdischen Schule (Ecke Storchengasse/Bauergasse) beschrieben, inklusive einer Mikve.

## Geschichte

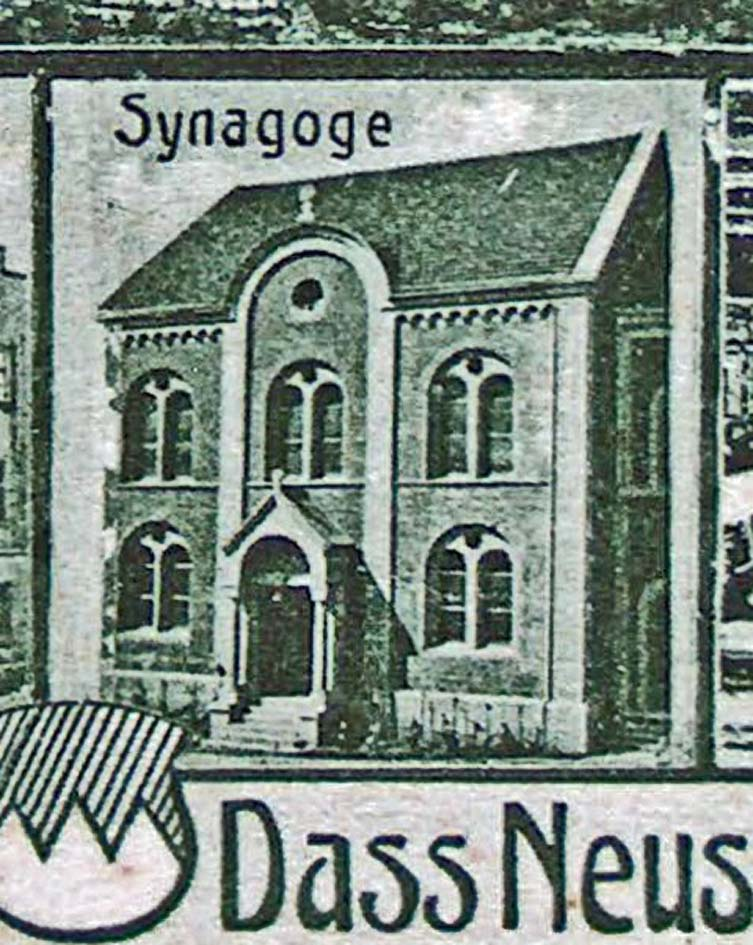
Die Synagoge als Detail einer Postkarte von 1923

In Bad Neustadt errichtete 1892 die jüdischen Gemeinde eine Synagoge in der Bauerngasse. Diese wurde am 17. September feierlich in Gegenwart des Distriktsrabbiners Moses Löb Bamberger eingeweiht. Bei den Novemberpogromen 1938 erfolgten nur kleinere Zerstörungen und das Gebäude blieb erhalten. Im Dritten Reich waren dann keine Gottesdienste mehr möglich. Die Synagoge diente erst als Lager und wurde dann nach dem Krieg zum Wohngebäude.